# Pleospora occultata
Pleospora occultata är en svampart som beskrevs av Oudem. . Pleospora occultata ingår i släktet Pleospora och familjen Pleosporaceae.   Inga underarter finns listade i Catalogue of Life.